# Bergklassement Ronde van Italië

Met ingang van 2012 wordt een blauwe trui gebruikt.

Tot en met 2011 werd een groene trui gebruikt.

Het bergklassement in de Ronde van Italië is een nevenklassement waarbij de renners punten krijgen bij de doorkomst op een aantal bergtoppen. Het klassement werd in de Giro van 1933 geïntroduceerd. De leider in het bergklassement droeg tot en met 2011 een groene trui, dit werd in 2012 veranderd in blauw. In 1956 werd eenmalig een ander systeem toegepast, en was er geen winnaar van het bergklassement.
In de Ronde van Italië voor vrouwen werd de bergtrui vanaf de eerste editie uitgereikt. Hier bleef de organisatie echter ook na 2011 de groene trui gebruiken.
Recordhouder bij de mannen is Gino Bartali, die het klassement 7 maal won. Bij de vrouwen is het record in handen van Fabiana Luperini, die  de bergtrui 5 maal mee naar huis kon nemen.
De Belgen Jean Brankart (1958), Rik Van Looy (1960), Eddy Merckx (1968) en Martin Van Den Bossche (1970) wonnen eenmaal het bergklassement, Lucien Van Impe tweemaal (1982, 1983). In 2022 was Koen Bouwman de eerste Nederlander bij de mannen. Zijn landgenotes Marianne Vos (2011),  Annemiek van Vleuten (2017, 2019, 2023) en Lucinda Brand (2021) staan op de erelijst bij de vrouwen.

## Erelijst mannen

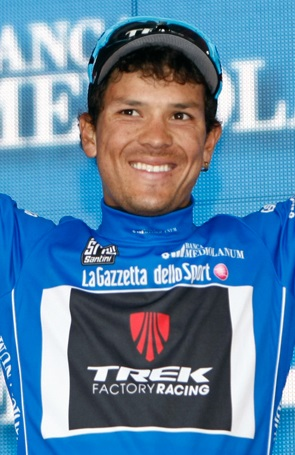
Julian Arredondo, winnaar van de blauwe trui in 2014.

| Jaar | Eerste                          | Tweede                   | Derde                        |
| ---- | ------------------------------- | ------------------------ | ---------------------------- |
| 1933 | Alfredo Binda                   | Alfredo Bovet            | Remo Bertoni                 |
| 1934 | Remo Bertoni                    | Luigi Barral             | Félicien Vervaecke           |
| 1935 | Gino Bartali                    | Remo Bertoni             | Mario Cipriani               |
| 1936 | Gino Bartali                    | Severino Canavesi        | Eduardo Molinar              |
| 1937 | Gino Bartali                    | Enrico Mollo             | Luigi Barral                 |
| 1938 | Giovanni Valetti                | Giordano Cottur          | Ezio Cecchi                  |
| 1939 | Gino Bartali                    | Giovanni Valetti         | Michele Benente              |
| 1940 | Gino Bartali                    | Fausto Coppi             | Enrico Mollo                 |
| 1946 | Gino Bartali                    | Fausto Coppi             | Vito Ortelli                 |
| 1947 | Gino Bartali                    | Fausto Coppi             | Giulio Bresci                |
| 1948 | Fausto Coppi                    | Ezio Cecchi              | Gino Bartali                 |
| 1949 | Fausto Coppi                    | Gino Bartali             | Alfredo Pasotti              |
| 1950 | Hugo Koblet                     | Gino Bartali             | Vittorio Rosello             |
| 1951 | Louison Bobet                   | Fausto Coppi             | Alfredo Pasotti              |
| 1952 | Raphaël Geminiani               | Fausto Coppi             | Gino Bartali                 |
| 1953 | Pasquale Fornara                | Fausto Coppi             | Gino Bartali                 |
| 1954 | Fausto Coppi                    | Giancarlo Astrua         | diverse renners              |
| 1955 | Gastone Nencini                 | José Serra               | Bruno Monti                  |
| 1956 | Charly Gaul Federico Bahamontes |                          |                              |
| 1957 | Raphaël Geminiani               | Charly Gaul              | Louison Bobet                |
| 1958 | Jean Brankart                   | Ercole Baldini           | Charly Gaul                  |
| 1959 | Charly Gaul                     | Imerio Massignan         | Hans Junkermann              |
| 1960 | Rik Van Looy                    | Imerio Massignan         | Gastone Nencini              |
| 1961 | Vito Taccone                    | Gabriel Mas              | Imerio Massignan             |
| 1962 | Angelino Soler                  | Joseph Carrara           | Vincenzo Meco                |
| 1963 | Vito Taccone                    | Giorgio Zancanaro        | Franco Bitossi               |
| 1964 | Franco Bitossi                  | Antonio Gomez del Moral  | Franco Balmamion             |
| 1965 | Franco Bitossi                  | Vito Taccone             | Vittorio Adorni              |
| 1966 | Franco Bitossi                  | Julio Jiménez            | Gianni Motta                 |
| 1967 | Aurelio González Puente         | Vittorio Adorni          | Wladimiro Panizza            |
| 1968 | Eddy Merckx                     | Julio Jiménez            | Giancarlo Polidori           |
| 1969 | Claudio Michelotto              | Italo Zilioli            | Felice Gimondi               |
| 1970 | Martin Van Den Bossche          | Italo Zilioli            | Luciano Armani               |
| 1971 | José Manuel Fuente              | Pierfranco Vianelli      | Franco Mori                  |
| 1972 | José Manuel Fuente              | Eddy Merckx              | Francisco Galdos             |
| 1973 | José Manuel Fuente              | Eddy Merckx              | Giovanni Battaglin           |
| 1974 | José Manuel Fuente              | Eddy Merckx              | Santiago Lazcano             |
| 1975 | Francisco Galdos Andrés Oliva   |                          | Fausto Bertoglio             |
| 1976 | Andrés Oliva                    | Andres Gandarias         | Francesco Moser              |
| 1977 | Faustino Fernández Ovies        | Ueli Sutter              | Michel Pollentier            |
| 1978 | Ueli Sutter                     | Gianbattista Baronchelli | Pedro Torres                 |
| 1979 | Claudio Bortolotto              | Beat Breu                | Bernt Johansson              |
| 1980 | Claudio Bortolotto              | Wladimiro Panizza        | Bernard Hinault              |
| 1981 | Claudio Bortolotto              | Beat Breu                | Benedetto Patellaro          |
| 1982 | Lucien Van Impe                 | Bernard Hinault          | Silvano Contini              |
| 1983 | Lucien Van Impe                 | Alberto Fernández        | Marino Lejarreta Pedro Muñoz |
| 1984 | Laurent Fignon                  | Flavio Zappi             | Moreno Argentin              |
| 1985 | José Luis Navarro               | Reynel Montoya           | Rafaël Acevedo               |
| 1986 | Pedro Muñoz                     | Gianni Bugno             | Stefano Giuliani             |
| 1987 | Robert Millar                   | Jean-Claude Bagot        | Johan van der Velde          |
| 1988 | Andy Hampsten                   | Stefano Giuliani         | Renato Piccolo               |
| 1989 | Luis Herrera                    | Stefano Giuliani         | Jure Pavlič                  |
| 1990 | Claudio Chiappucci              | Maurizio Vandelli        | Gianni Bugno                 |
| 1991 | Iñaki Gastón                    | Claudio Chiappucci       | Franco Chioccioli            |
| 1992 | Claudio Chiappucci              | Roberto Conti            | Miguel Indurain              |
| 1993 | Claudio Chiappucci              | Mariano Piccoli          | Miguel Indurain              |
| 1994 | Pascal Richard                  | Michele Coppolillo       | Marco Pantani                |
| 1995 | Mariano Piccoli                 | Nelson Rodriguez         | Giuseppe Guerini             |
| 1996 | Mariano Piccoli                 | Pavel Tonkov             | Ivan Gotti                   |
| 1997 | José Jaime González Pico        | Mariano Piccoli          | Roberto Conti                |
| 1998 | Marco Pantani                   | José Jaime González Pico | Pavel Tonkov                 |
| 1999 | José Jaime González Pico        | Mariano Piccoli          | Paolo Bettini                |
| 2000 | Francesco Casagrande            | José Jaime González Pico | Stefano Garzelli             |
| 2001 | Freddy González                 | Gilberto Simoni          | Fortunato Baliani            |
| 2002 | Julio Alberto Pérez             | José Castelblanco        | Pavel Tonkov                 |
| 2003 | Freddy González                 | Gilberto Simoni          | Constantino Zaballa          |
| 2004 | Fabian Wegmann                  | Damiano Cunego           | Gilberto Simoni              |
| 2005 | José Rujano                     | Iván Parra               | Gilberto Simoni              |
| 2006 | Juan Manuel Gárate              | Ivan Basso               | Fortunato Baliani            |
| 2007 | Leonardo Piepoli                | Fortunato Baliani        | Danilo Di Luca               |
| 2008 | Emanuele Sella                  | Vasil Kiryjenka          | Fortunato Baliani            |
| 2009 | Stefano Garzelli                | Danilo Di Luca           | Denis Mensjov                |
| 2010 | Matthew Lloyd                   | Ivan Basso               | Johann Tschopp               |
| 2011 | Stefano Garzelli                | Alberto Contador         | José Rujano                  |
| 2012 | Matteo Rabottini                | Stefano Pirazzi          | Andrey Amador                |
| 2013 | Stefano Pirazzi                 | Giovanni Visconti        | Vincenzo Nibali              |
| 2014 | Julián Arredondo                | Dario Cataldo            | Nairo Quintana               |
| 2015 | Giovanni Visconti               | Mikel Landa              | Steven Kruijswijk            |
| 2016 | Mikel Nieve                     | Damiano Cunego           | Darwin Atapuma               |
| 2017 | Mikel Landa                     | Luis León Sánchez        | Omar Fraile                  |
| 2018 | Chris Froome                    | Giulio Ciccone           | Simon Yates                  |
| 2019 | Giulio Ciccone                  | Fausto Masnada           | Damiano Caruso               |
| 2020 | Ruben Guerreiro                 | Tao Geoghegan Hart       | Thomas De Gendt              |
| 2021 | Geoffrey Bouchard               | Egan Bernal              | Damiano Caruso               |
| 2022 | Koen Bouwman                    | Giulio Ciccone           | Alessandro Covi              |
| 2023 | Thibaut Pinot                   | Derek Gee                | Ben Healy                    |
| 2024 | Tadej Pogačar                   | Giulio Pellizzari        | Georg Steinhauser            |
| 2025 | Lorenzo Fortunato               | Christian Scaroni        | Nicolas Prodhomme            |

### Meervoudige winnaars
| Overwinningen | Renner             | Jaren                                    |
| ------------- | ------------------ | ---------------------------------------- |
| 7             | Gino Bartali       | 1935, 1936, 1937, 1939, 1940, 1946, 1947 |
| 4             | José Manuel Fuente | 1971, 1972, 1973, 1974                   |
| 3             | Fausto Coppi       | 1948, 1949, 1954                         |
| 3             | Franco Bitossi     | 1964, 1965, 1966                         |
| 3             | Claudio Bortolotto | 1979, 1980, 1981                         |
| 3             | Claudio Chiappucci | 1990, 1992, 1993                         |
| 2             | Raphaël Géminiani  | 1952, 1957                               |
| 2             | Charly Gaul        | 1956, 1959                               |
| 2             | Vito Taccone       | 1961, 1963                               |
| 2             | Andrés Oliva       | 1975, 1976                               |
| 2             | Lucien Van Impe    | 1982, 1983                               |
| 2             | Mariano Piccoli    | 1995, 1996                               |
| 2             | Chepe González     | 1997, 1999                               |
| 2             | Freddy González    | 2001, 2003                               |
| 2             | Stefano Garzelli   | 2009, 2011                               |

### Overwinningen per land
| Overwinningen | Land                                                                                      |
| ------------- | ----------------------------------------------------------------------------------------- |
| 40            | Italië                                                                                    |
| 16            | Spanje                                                                                    |
| 6             | België, Colombia, Frankrijk                                                               |
| 3             | Zwitserland                                                                               |
| 2             | Luxemburg, Verenigd Koninkrijk                                                            |
| 1             | Australië, Duitsland, Mexico, Nederland, Portugal, Slovenië , Venezuela, Verenigde Staten |

## Erelijst vrouwen

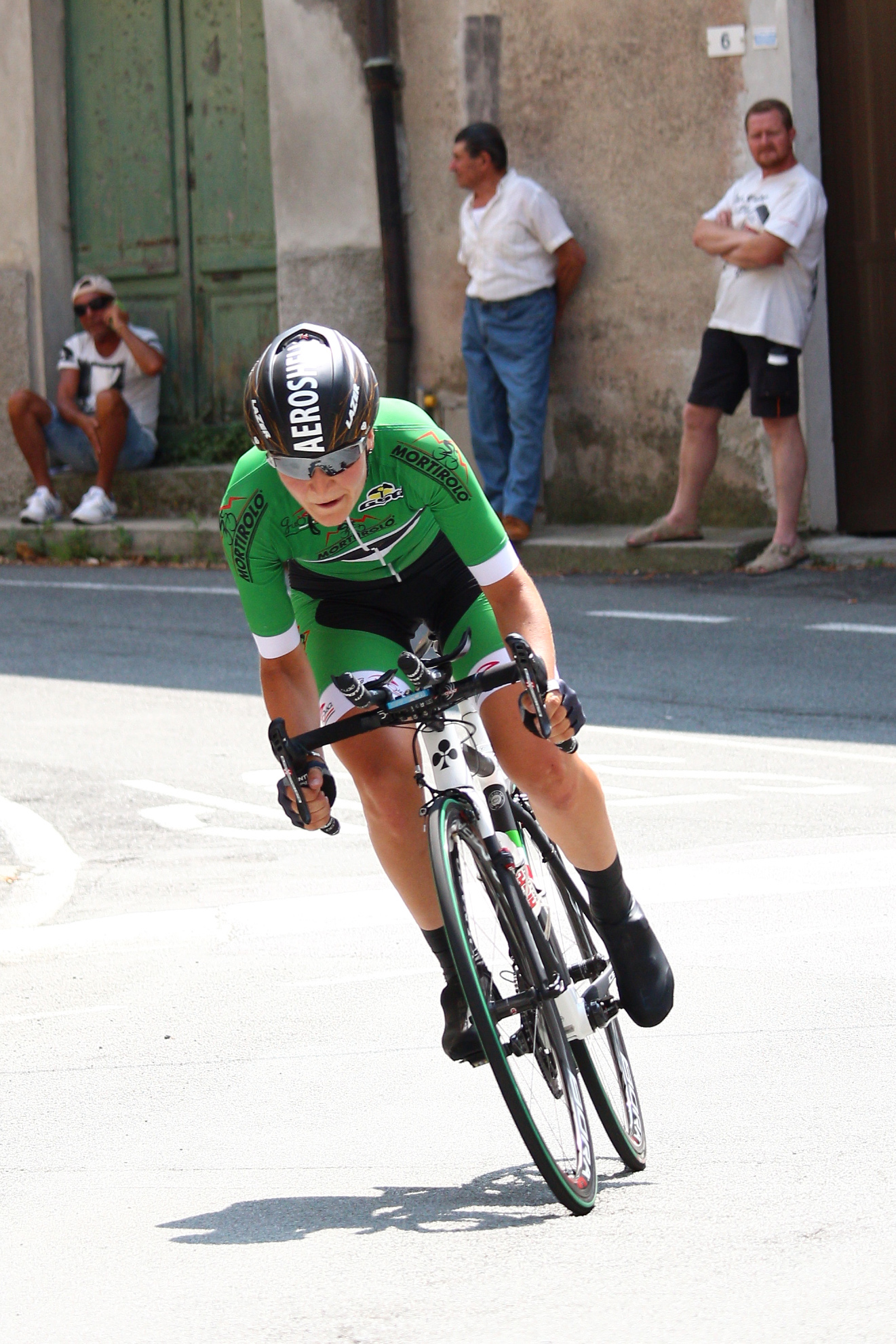
Elisa Longo Borghini, winnaar van de groene trui in 2016.

| Jaar | Winnaar               |
| ---- | --------------------- |
| 1988 | Maria Canins          |
| 1989 | Roberta Bonanomi      |
| 1990 | Catherine Marsal      |
| 1991 | niet verreden         |
| 1992 | niet verreden         |
| 1993 | Lenka Ilavská         |
| 1994 | Sigrid Corneo         |
| 1995 | Fabiana Luperini      |
| 1996 | Fabiana Luperini      |
| 1997 | Fabiana Luperini      |
| 1998 | Fabiana Luperini      |
| 1999 | Daniela Veronesi      |
| 2000 | Edita Pučinskaitė     |
| 2001 | Mari Holden           |
| 2002 | Zinaida Stahurskaja   |
| 2003 | Jolanta Polikevičiūtė |
| 2004 | Svetlana Bubnenkova   |
| 2005 | Svetlana Bubnenkova   |
| 2006 | Edita Pučinskaitė     |
| 2007 | Svetlana Bubnenkova   |
| 2008 | Fabiana Luperini      |
| 2009 | Mara Abbott           |
| 2010 | Emma Pooley           |
| 2011 | Marianne Vos          |
| 2012 | Emma Pooley           |
| 2013 | Mara Abbott           |
| 2014 | Emma Pooley           |
| 2015 | Flávia Oliveira       |
| 2016 | Elisa Longo Borghini  |
| 2017 | Annemiek van Vleuten  |
| 2018 | Amanda Spratt         |
| 2019 | Annemiek van Vleuten  |
| 2020 | Cecilie Uttrup Ludwig |
| 2021 | Lucinda Brand         |
| 2022 | Kristen Faulkner      |
| 2023 | Annemiek van Vleuten  |
| 2024 | Justine Ghekiere      |

### Meervoudige winnaars
| Overwinningen | Renster              | Jaren                        |
| ------------- | -------------------- | ---------------------------- |
| 5             | Fabiana Luperini     | 1995, 1996, 1997, 1998, 2008 |
| 3             | Svetlana Bubnenkova  | 2004, 2005, 2007             |
| 3             | Emma Pooley          | 2010, 2012, 2014             |
| 3             | Annemiek van Vleuten | 2017, 2019, 2023             |
| 2             | Edita Pučinskaitė    | 2000, 2006                   |
| 2             | Mara Abbott          | 2009, 2013                   |

### Overwinningen per land
| Overwinningen | Land                                                                                   |
| ------------- | -------------------------------------------------------------------------------------- |
| 9             | Italië                                                                                 |
| 5             | Nederland                                                                              |
| 4             | Verenigde Staten                                                                       |
| 3             | Litouwen, Rusland, Verenigd Koninkrijk                                                 |
| 1             | Australië, België, Brazilië, Frankrijk, San Marino, Slowakije, Wit-Rusland, Denemarken |

 winnaars · 
roze trui · 
  puntenklassement · 
  bergklassement · 
 jongerenklassement · 
 intergiro · 
 ploegenklassement · 
 strijdlust · 
 zwarte trui
Giro d'Italia Next Gen · Giro Donne · Cima Coppi
 Belgische rozetruidragers · etappewinnaars
 Nederlandse rozetruidragers · etappewinnaars
Mannen:
1909 · 
1910 · 
1911 · 
1912 · 
1913 · 
1914 · 
1919 · 
1920 · 
1921 · 
1922 · 
1923 · 
1924 · 
1925 · 
1926 · 
1927 · 
1928 · 
1929 · 
1930 · 
1931 · 
1932 · 
1933 · 
1934 · 
1935 · 
1936 · 
1937 · 
1938 · 
1939 · 
1940 · 
1946 · 
1947 · 
1948 · 
1949 · 
1950 · 
1951 · 
1952 · 
1953 · 
1954 · 
1955 · 
1956 · 
1957 · 
1958 · 
1959 · 
1960 · 
1961 · 
1962 · 
1963 · 
1964 · 
1965 · 
1966 · 
1967 · 
1968 · 
1969 · 
1970 · 
1971 · 
1972 · 
1973 · 
1974 · 
1975 · 
1976 · 
1977 · 
1978 · 
1979 · 
1980 · 
1981 · 
1982 · 
1983 · 
1984 · 
1985 · 
1986 · 
1987 · 
1988 · 
1989 · 
1990 · 
1991 · 
1992 · 
1993 · 
1994 · 
1995 · 
1996 · 
1997 · 
1998 · 
1999 · 
2000 · 
2001 · 
2002 · 
2003 · 
2004 · 
2005 · 
2006 · 
2007 · 
2008 · 
2009 · 
2010 · 
2011 · 
2012 · 
2013 · 
2014 · 
2015 · 
2016 · 
2017 · 
2018 · 
2019 · 
2020 · 
2021 · 
2022 · 
2023 · 
2024 · 
2025
Vrouwen:
1988 · 
1989 · 
1990 · 
1991 ·
1992 ·
1993 · 
1994 · 
1995 · 
1996 · 
1997 · 
1998 · 
1999 · 
2000 · 
2001 · 
2002 · 
2003 · 
2004 · 
2005 · 
2006 · 
2007 · 
2008 · 
2009 · 
2010 · 
2011 · 
2012 ·
2013 · 
2014 ·
2015 ·
2016 ·
2017 ·
2018 ·
2019 ·
2020 ·
2021 ·
2022 ·
2023 ·
2024 ·
2025